# Lijst van Tweede Kamerleden 1868-1869
Lijst van Tweede Kamerleden 1868-1869 geeft een overzicht van de leden van de Nederlandse Tweede Kamer in de periode tussen de algemene verkiezingen van 1868 en de periodieke verkiezingen van 1869. De zittingsperiode van de Tweede Kamer ging in op 25 februari 1868 en eindigde op 19 september 1869.
De Tweede Kamer telde 75 leden, die gekozen werden in 39 districten. Zij werden gekozen voor een termijn van vier jaar; om de twee jaar werd de helft van de Tweede Kamer vernieuwd.
| Naam                                     | groepering                | district         | begindatum        | einddatum         | refs   |
| ---------------------------------------- | ------------------------- | ---------------- | ----------------- | ----------------- | ------ |
| Warnardus Begram                         | conservatieven            | Gorinchem        | 25 februari 1868  | 17-09-1871 [ d ]  | [ 2 ]  |
| Sybrand van Beyma thoe Kingma            | liberalen                 | Dokkum           | 25 februari 1868  | 19 september 1869 | [ 3 ]  |
| Marinus Bichon van IJsselmonde           | antirevolutionairen       | Dordrecht        | 22 september 1868 | 17-09-1871 [ d ]  | [ 4 ]  |
| Charles de Bieberstein Rogalla Zawadsky  | thorbeckianen             | Maastricht       | 25 februari 1868  | 17-09-1871 [ d ]  | [ 5 ]  |
| François Blom                            | liberalen                 | Rotterdam        | 25 februari 1868  | 19 september 1869 | [ 6 ]  |
| Philippus van Blom                       | liberalen                 | Dokkum           | 25 februari 1868  | 17-09-1871 [ d ]  | [ 7 ]  |
| Pieter Blussé van Oud-Alblas             | thorbeckianen             | Dordrecht        | 25 februari 1868  | 19 september 1869 | [ 8 ]  |
| Ferdinand Borret                         | conservatief-katholieken  | Tilburg          | 25 februari 1868  | 17-09-1871 [ d ]  | [ 9 ]  |
| Jeronimo de Bosch Kemper                 | conservatief-liberalen    | Hoorn            | 25 februari 1868  | 19 september 1869 | [ 10 ] |
| Pieter van Bosse                         | liberalen                 | Dordrecht        | 25 februari 1868  | 3 juni 1868       | [ 11 ] |
| Johannes Bots                            | thorbeckianen             | Eindhoven        | 25 februari 1868  | 19 september 1869 | [ 12 ] |
| Willem de Brauw                          | conservatief-protestanten | Gouda            | 29 februari 1868  | 19 september 1869 | [ 13 ] |
| Jacob de Bruijn Kops                     | liberalen                 | Alkmaar          | 25 februari 1868  | 17-09-1871 [ d ]  | [ 14 ] |
| François de Casembroot                   | conservatieven            | 's-Gravenhage    | 25 februari 1868  | 17-09-1871 [ d ]  | [ 15 ] |
| Karel Cornelis                           | thorbeckianen             | Roermond         | 29 februari 1868  | 17-09-1871 [ d ]  | [ 16 ] |
| Jacob Dam                                | thorbeckianen             | Zutphen          | 2 maart 1868      | 17-09-1871 [ d ]  | [ 17 ] |
| Albertus van Delden                      | liberalen                 | Deventer         | 25 februari 1868  | 17-09-1871 [ d ]  | [ 18 ] |
| Johannes van der Does de Willebois       | conservatief-katholieken  | 's-Hertogenbosch | 25 februari 1868  | 17-09-1871 [ d ]  | [ 19 ] |
| Willem Dullert                           | thorbeckianen             | Arnhem           | 25 februari 1868  | 19 september 1869 | [ 20 ] |
| Gerard Dumbar                            | thorbeckianen             | Deventer         | 25 februari 1868  | 19 september 1869 | [ 21 ] |
| Daniël van Eck                           | thorbeckianen             | Middelburg       | 25 februari 1868  | 19 september 1869 | [ 22 ] |
| Gerrit Fokker                            | thorbeckianen             | Middelburg       | 25 februari 1868  | 17-09-1871 [ d ]  | [ 23 ] |
| Cornelis van Foreest                     | conservatief-protestanten | Alkmaar          | 25 februari 1868  | 19 september 1869 | [ 24 ] |
| Isaäc Fransen van de Putte               | liberalen                 | Rotterdam        | 25 februari 1868  | 17-09-1871 [ d ]  | [ 25 ] |
| Johan Geertsema                          | liberalen                 | Groningen        | 25 februari 1868  | 24 januari 1869   | [ 26 ] |
| Jan Gefken                               | antirevolutionairen       | Zwolle           | 25 februari 1868  | 19 september 1869 | [ 27 ] |
| Michel Godefroi                          | liberalen                 | Amsterdam        | 25 februari 1868  | 17-09-1871 [ d ]  | [ 28 ] |
| Jan van Goltstein                        | conservatieven            | Amersfoort       | 25 februari 1868  | 19 september 1869 | [ 29 ] |
| Willem van Goltstein van Oldenaller      | conservatieven            | Hoorn            | 25 februari 1868  | 17-09-1871 [ d ]  | [ 30 ] |
| Norbertus Guljé                          | thorbeckianen             | Breda            | 25 februari 1868  | 17-09-1871 [ d ]  | [ 31 ] |
| Leopold Haffmans                         | conservatief-katholieken  | Roermond         | 28 februari 1868  | 19 september 1869 | [ 32 ] |
| Ernest van Hardenbroek van Lockhorst     | conservatieven            | Amersfoort       | 25 februari 1868  | 17-09-1871 [ d ]  | [ 33 ] |
| Jan Heemskerk Azn.                       | conservatieven            | Gorinchem        | 9 februari 1869   | 19 september 1869 | [ 34 ] |
| Jan Heemskerk Bzn.                       | thorbeckianen             | Amsterdam        | 25 februari 1868  | 19 september 1869 | [ 35 ] |
| Christianus Heydenrijck                  | conservatief-katholieken  | Nijmegen         | 25 februari 1868  | 19 september 1869 | [ 36 ] |
| Sybrand Hingst                           | liberalen                 | Leeuwarden       | 25 februari 1868  | 19 september 1869 | [ 37 ] |
| Mari Hoffmann                            | conservatief-protestanten | Gouda            | 29 februari 1868  | 17-09-1871 [ d ]  | [ 38 ] |
| Petrus Hollingerus Pijpers               | thorbeckianen             | Breda            | 25 februari 1868  | 19 september 1869 | [ 39 ] |
| Samuel van Houten                        | liberalen                 | Groningen        | 24 februari 1869  | 17-09-1871 [ d ]  | [ 40 ] |
| Willem van der Hucht                     | conservatieven            | Haarlem          | 25 februari 1868  | 17-09-1871 [ d ]  | [ 41 ] |
| Herman Insinger                          | conservatieven            | Amsterdam        | 25 februari 1868  | 17-09-1871 [ d ]  | [ 42 ] |
| Willem Jonckbloet                        | liberalen                 | Winschoten       | 25 februari 1868  | 19 september 1869 | [ 43 ] |
| Jacob Kalff                              | conservatieven            | Almelo           | 25 februari 1868  | 17-09-1871 [ d ]  | [ 44 ] |
| Jacob van Kerkwijk                       | thorbeckianen             | Zierikzee        | 25 februari 1868  | 19 september 1869 | [ 45 ] |
| Hyacinthus Kerstens                      | liberalen                 | Boxmeer          | 25 februari 1868  | 25 april 1869     | [ 46 ] |
| Hyacinthus Kerstens                      | liberalen                 | Boxmeer          | 11 mei 1869       | 17-09-1871 [ d ]  | [ 46 ] |
| Nicolaas Kien                            | conservatieven            | Utrecht          | 25 februari 1868  | 17-09-1871 [ d ]  | [ 47 ] |
| Daniël Koorders                          | conservatieven            | Haarlem          | 25 februari 1868  | 26 januari 1869   | [ 48 ] |
| Johannes van Kuijk                       | conservatieven            | Delft            | 25 februari 1868  | 17-09-1871 [ d ]  | [ 49 ] |
| Lambertus Lenting                        | thorbeckianen             | Zutphen          | 2 maart 1868      | 19 september 1869 | [ 50 ] |
| Willem van Lidth de Jeude                | conservatieven            | Tiel             | 14 maart 1868     | 19 september 1869 | [ 51 ] |
| Gijsbertus van der Linden                | thorbeckianen             | Almelo           | 25 februari 1868  | 19 september 1869 | [ 52 ] |
| Paul van der Maesen de Sombreff          | thorbeckianen             | Maastricht       | 25 februari 1868  | 19 september 1869 | [ 53 ] |
| Evert du Marchie van Voorthuysen         | conservatieven            | Utrecht          | 25 februari 1868  | 19 september 1869 | [ 54 ] |
| Charles Mirandolle                       | liberalen                 | Haarlem          | 20 februari 1869  | 19 september 1869 | [ 55 ] |
| Antony Moens                             | liberalen                 | Sneek            | 25 februari 1868  | 17-09-1871 [ d ]  | [ 56 ] |
| Albertus van Naamen van Eemnes           | liberalen                 | Zwolle           | 25 februari 1868  | 17-09-1871 [ d ]  | [ 57 ] |
| Johannes Nierstrasz                      | conservatieven            | Delft            | 25 februari 1868  | 19 september 1869 | [ 58 ] |
| Joannes van Nispen van Sevenaer          | conservatief-katholieken  | Nijmegen         | 25 februari 1868  | 17-09-1871 [ d ]  | [ 59 ] |
| Lucas Oldenhuis Gratama                  | liberalen                 | Assen            | 25 februari 1868  | 19 september 1869 | [ 60 ] |
| Nicolaas Olivier                         | thorbeckianen             | Zuidhorn         | 20 april 1869     | 19 september 1869 | [ 61 ] |
| Menso Pijnappel                          | conservatief-liberalen    | Amsterdam        | 25 februari 1868  | 19 september 1869 | [ 62 ] |
| Gerlach van Reenen                       | conservatieven            | Amsterdam        | 25 februari 1868  | 17-09-1871 [ d ]  | [ 63 ] |
| Geert Reinders                           | liberalen                 | Zuidhorn         | 19 maart 1868     | 24 februari 1869  | [ 64 ] |
| Jan Rochussen                            | conservatieven            | Amsterdam        | 25 februari 1868  | 19 september 1869 | [ 65 ] |
| Jank de Roo van Alderwerelt              | liberalen                 | Leeuwarden       | 25 februari 1868  | 17-09-1871 [ d ]  | [ 66 ] |
| Derk de Ruiter Zijlker                   | liberalen                 | Appingedam       | 21 april 1868     | 17-09-1871 [ d ]  | [ 67 ] |
| Pieter Saaymans Vader                    | antirevolutionairen       | Goes             | 25 februari 1868  | 17-09-1871 [ d ]  | [ 68 ] |
| Gerrit Simons                            | conservatieven            | Gorinchem        | 26 februari 1868  | 17 november 1868  | [ 69 ] |
| Ludolph Sloet van de Beele               | liberalen                 | Arnhem           | 25 februari 1868  | 17-09-1871 [ d ]  | [ 70 ] |
| Petrus Smitz                             | conservatief-katholieken  | Eindhoven        | 26 februari 1868  | 17-09-1871 [ d ]  | [ 71 ] |
| Carel Storm van 's Gravesande            | conservatief-liberalen    | Steenwijk        | 25 februari 1868  | 17-09-1871 [ d ]  | [ 72 ] |
| Cornelis van Sypesteyn                   | conservatieven            | 's-Gravenhage    | 25 februari 1868  | 19 september 1869 | [ 73 ] |
| Pieter Taets van Amerongen tot Natewisch | conservatieven            | Leiden           | 25 februari 1868  | 19 september 1869 | [ 74 ] |
| Johan Rudolph Thorbecke                  | thorbeckianen             | Assen            | 25 februari 1868  | 17-09-1871 [ d ]  | [ 75 ] |
| Johannes Verheyen                        | conservatief-katholieken  | Tilburg          | 25 februari 1868  | 19 september 1869 | [ 76 ] |
| Willem Viruly Verbrugge                  | liberalen                 | Rotterdam        | 25 februari 1868  | 19 september 1869 | [ 77 ] |
| Otto van Wassenaer van Catwijck          | antirevolutionairen       | Leiden           | 25 februari 1868  | 17-09-1871 [ d ]  | [ 78 ] |
| Rembertus Westerhoff                     | thorbeckianen             | Appingedam       | 25 februari 1868  | 19 september 1869 | [ 79 ] |
| Schelte Wybenga                          | liberalen                 | Sneek            | 25 februari 1868  | 19 september 1869 | [ 80 ] |
| Jan Zijlker                              | thorbeckianen             | Appingedam       | 25 februari 1868  | 2 maart 1868      | [ 81 ] |
| Franciscus van Zinnicq Bergmann          | conservatief-katholieken  | 's-Hertogenbosch | 25 februari 1868  | 19 september 1869 | [ 82 ] |

1815-1818 ·
1818-1821 ·
1821-1824 ·
1824-1827 ·
1827-1830 ·
1830-1833 ·
1833-1836 ·
1836-1839 ·
1839-1842 ·
1842-1845 ·
1845-1848 ·
1848-1849 ·
1849-1850 ·
1850-1852 ·
1852-1853 ·
1853-1854 ·
1854-1856 ·
1856-1858 ·
1858-1860 ·
1860-1862 ·
1862-1864 ·
1864-1866 ·
1866 (sep) ·
1866-1868 ·
1868-1869 ·
1869-1871 ·
1871-1873 ·
1873-1875 ·
1875-1877 ·
1877-1879 ·
1879-1881 ·
1881-1883 ·
1883-1884 ·
1884-1886 ·
1886-1887 ·
1887-1888 ·
1888-1891 ·
1891-1894 ·
1894-1897 ·
1897-1901 ·
1901-1905 ·
1905-1909 ·
1909-1913 ·
1913-1917 ·
1917-1918 ·
1918-1922 ·
1922-1925 ·
1925-1929 ·
1929-1933 ·
1933-1937 ·
1937-1946 ·
1946-1948 ·
1948-1952 ·
1952-1956 ·
1956-1959 ·
1959-1963 ·
1963-1967 ·
1967-1971 ·
1971-1972 ·
1972-1977 ·
1977-1981 ·
1981-1982 ·
1982-1986 ·
1986-1989 ·
1989-1994 ·
1994-1998 ·
1998-2002 ·
2002-2003 ·
2003-2006 ·
2006-2010 ·
2010-2012 ·
2012-2017 ·
2017-2021 ·
2021-2023 ·
2023-heden
Overzicht historische zetelverdeling